# غريغ درابر
غريغ درابر (بالإنجليزية: Greg Draper)‏ (13 أغسطس 1989 في نيوزيلندا - ) هو لاعب كرة قدم نيوزلندي في مركز الهجوم، شارك في الألعاب الأولمبية الصيفية 2008. وشارك مع منتخب نيوزيلندا تحت 17 سنة لكرة القدم ومنتخب نيوزيلندا تحت 20 سنة لكرة القدم ومنتخب نيوزيلندا الأولمبي لكرة القدم ومنتخب نيوزيلندا لكرة القدم. أما مع النوادي، فقد لعب مع تيم ويلينغتون وذا نيو سينتس ونادي ويلينغتون فينيكس وMelbourne Knights FC ‏ وBasingstoke Town F.C. ‏ وكانتربيري يونايتد.

## وصلات خارجية
- غريغ درابر على موقع الاتحاد الدولي (مؤرشف)  (الإنجليزية)
- غريغ درابر على موقع قاعدة بيانات كرة القدم.إي يو (الإنجليزية)
- غريغ درابر على موقع ناشيونال فوتبول تيمز (الإنجليزية)
- غريغ درابر على موقع Soccerway.com (الإنجليزية)
- غريغ درابر على موقع عالم كرة القدم.نت (الإنجليزية)
- غريغ درابر على موقع أوليمبيديا (الإنجليزية)
- غريغ درابر على موقع اللجنة الأولمبية النيوزيلندية (الإنجليزية)